# Prix Xavier-Marmier
Le prix Xavier-Marmier, de la fondation du même nom, est un ancien prix annuel de soutien à la création littéraire, créé en 1897 par l'Académie française et « attribué à un écrivain, homme ou femme, dans une situation difficile ».
Xavier Marmier, né le 22 juin 1808 à Pontarlier et mort le 11 octobre 1892 à Paris, est un homme de lettres français, voyageur et traducteur des littératures européennes du Nord. 

## Liste des lauréats
- 1899 : Narcisse Quellien
- 1900 : René de Pont-Jest
- 1901 : 
  - M. L. Gauthier
  - M. Mercier
- 1902 : Mme veuve Quellien
- 1903 : Paul de Pontsevrez (1856?-1910)
- 1904 : Médéric Charot
- 1905 : M. Buffenoir
- 1906 : Constant Améro
- 1907 : Léon Rodolphe Amiel (1849-1917)
- 1908 : Léon Barracand
- 1909 : Léonce Depont (1862-1913)
- 1910 : Louise Zeys
- 1911 : Marie-Anne de Bovet
- 1912 : Gabriel Sarrazin
- 1913 : Jules Gondry du Jardinet (1832-1914)
- 1914 : Charlotte Chabrier-Rieder (1865-1935)
- 1917 : M. Cortilliot
- 1918 : Charles Morice
- 1919 : Octave Justice
- 1920 : René de Valfori (d)
- 1921 : Félicien Pascal (1860-1939)
- 1922 : Georges Delaquys
- 1923 : André Valdès
- 1924 : Charles Merki
- 1927 : Charles Fuster
- 1928 : Mme de Lauribar-Maussip
- 1929 : Louise Zeys
- 1931 : Gustave Bord
- 1932 : Théodore Chèze
- 1933 : 
  - Mme de Magny
  - Clo de Verdalle
- 1934 : Brada
- 1935 : Joseph-Émile Fidao-Justiniani (1875-1950)
- 1936 : Louise Zeys
- 1937 : Abbé Rozat
- 1942 : Robert Gaillard
- 1963 : Lucienne Gosse (1883-1975) pour René Gosse, Chronique d’une vie française (1883-1943)
- 1968 : Jean Ménard pour Xavier Marmier et le Canada